# ネロン・セヴィリ群
代数幾何学では、代数多様体のネロン・セヴィリ群（ネロン・セヴィリぐん、英: Néron–Severi group）は、代数的同値による因子群の同値類群のことをいう。言い換えると、ネロン・セヴィリ群は、多様体のピカールスキームの構成要素のことをいう。ネロン・セヴィリ群のランクは、ピカール数と呼ばれる。この群の命名は、フランチェスコ・セヴェリとアンドレ・ネロンにちなむ。

## 定義
古典的代数幾何学の最も重要な場合で、非特異な完備多様体 V に対し、ピカールスキームの連結成分は、アーベル多様体で
Pic0(V)
と書かれ、商
Pic(V)/Pic0(V)
もアーベル多様体 NS(V) と書いて、V のネロン・セヴィリ群と呼ぶ。この群はネロン・セヴィリの定理により、有限生成アーベル群であり、セヴィリにより複素数体上で証明され、ネロンにより、より一般の体上で証明された。
言い換えると、ピカール群を含む次の系列は完全系列である。
{\displaystyle 1\to \mathrm {Pic} ^{0}(V)\to \mathrm {Pic} (V)\to \mathrm {NS} (V)\to 0}
ランクが有限であることは、フランチェスコ・セヴィリの基底定理（theorem of the base）で、ランクは V のピカール数であり、ρ(V) で表す。有限位数の要素はセヴィリ因子と呼ばれ、双有理不変量であり位数がセヴィリ数と名付けられた有限群を形成する。幾何学的には、NS(V) は V の因子の代数的同値類である。すなわち、因子の一次系の代わりにより強い非線形関係を使い、分類は離散的不変量となり扱い易くなる。代数的同値は密接に数値的同値と関係していて、交叉理論により本質的にはトポロジカルな分類となる。

## 第一チャーン類と整数に値を持つ 2-コサイクル
指数的な層系列
{\displaystyle 0\to 2\pi i\mathbb {Z} \to {\mathcal {O}}_{V}\to {\mathcal {O}}_{V}^{*}\to 0}
は、長完全系列
{\displaystyle \cdots \to H^{1}(V,{\mathcal {O}}_{V}^{*})\to H^{2}(V,\mathbb {Z} )\to H^{2}(V,{\mathcal {O}}_{V})\to \cdots .}
を導く．最初の矢印はピカール群上の第一チャーン類である。
{\displaystyle c_{1}:\mathrm {Pic} (V)\to H^{2}(V,\mathbb {Z} ).}
第二の矢印は、
{\displaystyle \exp ^{*}:H^{2}(V,2i\pi \mathbb {Z} )\to H^{2}(V,{\mathcal {O}}_{V})}
を意味する。ネロン・セヴィリ群は第一チャーン類の像と同一視することができる。同値なことであるが、完全性により、第二の矢印 exp* の核(kernel)と同一視できる。
従って、複素数の場合、ネロン・セヴィリ群は、複素超曲面、つまりヴェイユ因子により表現されるもののポアンカレ双対である 2-コサイクルの群である。